# Hont
Hont är en ort (by) i provinsen Nógrád i norra Ungern. Orten har 517 invånare (2024), på en yta av 24,10 km². Den ligger vid gränsen till Slovakien, cirka 22,5 kilometer väster om Balassagyarmat.